# 梁井淳二
梁井淳二（1897年5月25日—1988年1月20日），東京帝國大學政治科畢業，日本昭和初期之日本政府官員，本籍日本佐賀縣。
梁井淳二於1942年7月3日接替三輪幸助，於台灣擔任台北州知事，管轄今臺北市、新北市、宜蘭縣及基隆市等地的行政事務。戰後在故鄉佐賀縣當選一屆日本眾議院議員。